# Tụng Tây Hồ phú
Tây Hồ phú hay còn gọi là Tụng Tây Hồ Phú hoặc Tây Hồ cảnh tụng, là một bài phú của Nguyễn Huy Lượng ca ngợi cảnh Hồ Tây, thông qua đó ca ngợi sự nghiệp, công lao của triều đại Tây Sơn.

## Hoàn cảnh ra đời
Năm 1801, chúa Nguyễn Phúc Ánh đem thủy quân đánh chiếm kinh đô Phú Xuân, vua Tây Sơn là Nguyễn Quang Toản bỏ chạy ra Thăng Long. Vua đổi niên hiệu từ Cảnh Thịnh sang Bảo Hưng, xuống chiếu nhận lỗi và vỗ về quân dân. Vua còn sai dắp đàn Phương Trạch tại Hồ Tây để làm lễ tế trời đất, sai Nguyễn Huy Lượng lúc bấy giờ đang là Chương lĩnh hầu, giữ chức quan Phụng nghị bộ Lễ, soạn một bài thơ và một bài phú, đọc trong buổi lễ tế ngày 21 tháng 6 năm Tân Dậu (1801). Bài thơ và bài phú này được nhà vua rất tâm đắc và đã ban thưởng cho Nguyễn Huy Lượng hai quan tiền đồng.

## Tên gọi
Sau khi hai bài thơ và phú này ra đời, dân Hà thành ai cũng muốn có một bản, nếu đã không đi tìm mua lại được họ mua giấy mực về chép lại. Do đó sau này có nhiều dị bản và tên gọi khác nhau. Những tên gọi còn ghi trong văn bản giữ lại được đến ngày nay là: Phong cảnh biệt chí; Tây Hồ phú; Tây Hồ cảnh tụng... Nhưng người dân khi nói đến bài phú này thì người ta thường gọi là Phú ông Lượng

## Văn bản
Đây là bài phú chữ Nôm, gồm 86 liên, dùng chỉ một vần "hồ" (độc vận). Do những văn bản của bài phú này đều là những bản chép tay nên chúng không tránh khỏi có nhiều chỗ chép khác nhau. Hiện thư viện Hán Nôm có bốn dị bản khác nhau về bài phú này.
1. Phong cảnh biệt chí (ký hiệu AB.377)
2. Tây Hồ phú được Vũ Khắc Tiệp cho đăng trên Vĩnh Long Hưng thư quán, Hà Nội, 1931 (ký hiệu AB.299) [2]
3. Tây Hồ cảnh tụng (ký hiệu VNv.184) được in trong sách: (Phú Việt Nam cổ và kim, Nhà xuất bản. Văn hóa, H. 1962.)
4. Hợp tuyển thơ văn Việt Nam (TK. XVIII - TK XIX), Nhà xuất bản. Văn hóa, HN, 1963, Trang 155-162.[3]

Trong đó bản thứ nhất được cho là bản gần với nguyên tác hơn cả. Tạp chí Hán Nôm tháng 2 năm 1988 đã cho đăng những khảo cứu về bài thơ và bài phú này. Trong việc khảo cứu này lấy bản 1 làm bản nền. Các bản còn lại sẽ được dùng để đối chiếu với bản 1. Nơi nào mà bản 1 tối nghĩa thì thay vào bằng chữ có nghĩa ở bản khác. Trong việc chú thích, có chú thích của nguyên bản (chủ yếu là Bản 2 và Bản 3, người chú thích cũng có thể là chính tác giả, mà cũng có thể một ai đó về sau) và chú thích bổ sung của những người khảo cứu.

## Đánh giá
Cuốn "Thăng Long – Hà Nội ngàn năm văn hiến" viết: "Có thể nói, trước và sau Nguyễn Huy Lượng, chưa hề có một tác phẩm nào viết về non sông đất nước Thăng Long Hà Nội hay đến thế, đẹp đến thế. Chỉ với một danh tác ấy cũng đủ xếp Nguyễn Huy Lượng vào hàng những văn nghệ sĩ tài hoa bậc nhất Thăng Long. Áng văn Nôm trác tuyệt tân kỳ, dân Hà thành hồi ấy gọi là "Phú ông Lựợng" trong khi đổ xô đi tìm mua bản chép tay này... Người ta mua giấy mực về chép lại khiến cho giá giấy phường Hàng Giấy, Hàng Gai vọt hẳn lên."
Tụng Tây Hồ phú, một áng văn khiến người đọc say mê, rù rì đọc từng chữ từng câu. Cái dư âm của nó quấn quýt mãi không rời. Những từ láy lần đầu phát ra từ bài văn Nguyễn Huy Lượng và chẳng bao giờ lặp lại nữa. Nghĩ đến văn chương vùng đất Thăng Long, người ta nhớ ngay đến bài văn ấy, tác giả ấy. Thạc sĩ Phùng Hoài Ngọc nhận xét.
Ngay cả đến Phạm Thái người đã làm bài phú mang tên Chiến tụng Tây Hồ phú để đối lại bài Phú này của Nguyễn Huy Lượng cũng phải công nhận đây là một bài phú rất hay qua chính lời dẫn của ông ta: Ta thấy ban đầu thoạt đọc, ông cũng lấy làm hay, hỏi ngay: "Ai làm bài ấy mà hay thế?"..."Bạn rằng: Chương Lĩnh hầu Hữu hộ Lượng làm" thì ông thay đổi thái độ: "Ta rằng: Chao ôi! Hữu hộ Lượng à! Xưa hắn làm tôi triều Lê, nay ra làm nguỵ lại còn tụng Tây Hồ mà chẳng thẹn mặt... Nay nhân bỉ kẻ làm bài tụng, ta cũng làm bài Chiến tụng để góp chút trò cười với đời"

## Sách tham khảo
- Thăng Long –Hà Nôi ngàn năm văn hiến, Nhà xuất bản Lao động, tái bản lần 3, năm2009
- Tạp chí Hán Nôm 2-1988